# Гельмут Бергер
Гельмут Бергер (нім. Helmut Berger, справжнє прізвище Штайнбергер, 29 травня 1944, Бад-Ішль — 18 травня 2023, Зальцбург) — австрійський актор.

## Біографія
Гельмут Бергер народився у курортному містечку Бад-Ішлі у сім'ї власників готелю, для яких він залишається персоною «нон грата». Провів дитинство в Зальцбурзі і відвідував францисканський коледж у Фельдкірсі. У 18-річному віці Бергер переїхав до Лондона, щоб навчатися акторській майстерності. Для того, щоб сплатити за навчання, він підробляв офіціантом, брав участь у показах модного одягу, знімався в рекламі. З 1965 року навчався в університеті Перуджі і був статистом у ряді італійських фільмів.
У 1964 році зіграв в епізоді фільму французького режисера Роже Вадима «Карусель»(1964). Того ж року на одному з показів моди Бергер познайомився з Лукіно Вісконті. Завдяки цій зустрічі, Гельмут Бергер зіграв свої найкращі, зоряні ролі в кіно і здобув широку популярність. У 1966 році Вісконті дав Бергеру першу роль в кіноновелі «Відьма, спалена живцем» для кіноальманаху «Чаклунки/Відьми» (фільм складався з п'яти новел, знятих різними режисерами, пов'язаних наскрізною роллю Сільвани Мангано).

Гельмут Бергер у фільмі «Загибель богів» (1969)

Всесвітню популярність Бергеру принесли ролі Мартіна фон Ессенбека в «Загибелі богів» (1969), яку кінокритик Нью-Йорк Таймс Вінсент Кенбі назвав «роллю року», і Людвіга II у стрічці «Людвіг» (1972). У одній з найзнаменитіших сцен «Загибелі богів» Бергер в жіночій сукні пародіює пісню, яку Марлен Дітріх, виконувала у своєму знаменитому фільмі «Блакитний ангел».
У пізніших фільмах режисери переважно експлуатували одночасно сексуальний і інфернальний образ Бергера, що дало привід кінокритику Андрію Плахову висловити сумнів щодо наявності у Бергера власного акторського таланту.
Смерть у 1976 році Лукіно Вісконті привела Бергера до глибокої депресії, у нього з'явилися проблеми з алкоголем і наркотиками. 17 березня 1977 року у першу річницю смерті Вісконті Бергер вчинив спробу самогубства, прийнявши смертельну дозу снодійного.
Бергер багато знімався у 1980—1990-х роках, зокрема на телебаченні, але усі його пізні роботи поступалися за якістю ролям у фільмах Вісконті. У 1983—1984 роках він був задіяний в одному сезоні популярною американською мильної опери «Династія».
Гельмут Бергер помер 18 травня 2023 року в себе вдома у Зальцбурзі за одинадцять днів до свого 79-го дня народження.

## Особисте життя
Гельмут Бергер — відкритий бісексуал, перебував у тривалих стосунках з Вісконті. Йому приписувалися романи з іншими знаменитостями обох статей.
19 листопада 1994 року Бергер одружився з італійською письменницею Франческою Гуідато (Francesca Guidato), але у 2004-му вони розлучилися.
Неодноразово з'являвся у ток-шоу на німецькому і австрійському телебаченні (що нерідко оберталося скандалами). 1998 року Бергер опублікував у Австрії мемуари «Ich» (Я), значну частину якої присвятив своєму особистому життю.
Бергер вільно володіє німецькою (його рідна мова), англійською, французькою і італійською мовами, якими користується як у фільмах так і під час інтерв'ю.

## Обрана фільмографія
| Рік       | Назва                                  | Оригінальна назва                    | Роль                                     | Опис                                                     |
| --------- | -------------------------------------- | ------------------------------------ | ---------------------------------------- | -------------------------------------------------------- |
| 1964      | Карусель                               | La Ronde                             | епізод                                   | В титрах не вказаний                                     |
| 1966      | Відьми: Відьма, спалена жицем          | Le Streghe                           | юнак з готелю                            | Італія · Франція                                         |
| 1968      | Молоді тигри                           | Les jeunes tigres                    | головна роль                             |                                                          |
| 1969      | Загибель богів                         | La Caduta degli dei                  | Мартін фон Ессенбек                      | Номінований на Золотий глобус найкращому новому акторові |
| 1969      | Красивий монстр                        | Un beau monstre                      | головна роль                             | Італія                                                   |
| 1969      | Уяви собі, якось увечері за вечерею    | Metti, una sera a cena               |                                          |                                                          |
| 1970      | Портрет Доріана Грея                   | Il Dio chiamato Dorian               | Доріан Грей                              | Італія · Німеччина · Велика Британія                     |
| 1970      | Сад Фінці-Контіні                      | Il Giardino dei Finzi-Contini        | Альберто Фінці Контіні                   | Італія · Німеччина                                       |
| 1971      | Метелик з закривавленими крилами       | Una farfalla con le ali insanguinate | головна роль                             | Італія                                                   |
| 1972      | Знаменита колона                       | La Colonna infame                    | головна роль                             | Італія                                                   |
| 1972      | Людвіг                                 | Ludwig                               | Людвіг II Баварський                     | Спеціальна премія «Давид ді Донателло»                   |
| 1973      | День покаяння                          | Ash Wednesday                        | Ерік                                     | США                                                      |
| 1974      | Сімейний портрет в інтер'єрі           | Gruppo di famiglia in un interno     | Конрад Х'юбел                            | Італія                                                   |
| 1975      | Романтична англійка                    | The Romantic Englishwoman            |                                          | Велика Британія · Франція                                |
| 1976      | Салон Кітті                            | Salon Kitty                          | Гельмут Валленберг                       | Італія · Німеччина · Франція                             |
| 1976      | Перемога під Ентеббе                   | Victory at Entebbe                   | німецький терорист                       | США                                                      |
| 1977      | Звір з автоматом                       | La Belva col mitra                   | Нанні Віталі                             | Італія                                                   |
| 1978      | Велика битва                           | Il Grande attacco                    | Курт Циммер                              | Італія · Німеччина · Югославія                           |
| 1980      | Моя дружина — відьма                   | Mia moglie e'una strega              | Азмодео                                  | Італія                                                   |
| 1980      | Фантомас                               | Fantômas                             | Фантомас/Гурн/Вальгран/Нантейл/граф Зайц | Телевізійний міні-серіал (4 серії)                       |
| 1981      | Смертельні ігри                        | Lethal Games                         | головна роль                             | США                                                      |
| 1982      | Жінки                                  | Femmes                               | головна роль                             | Франція                                                  |
| 1983/1984 | Династія                               | Dynasty                              | Пітер Де Вілбіс                          | США                                                      |
| 1985      | Кодове ім'я: Смарагд                   | Code Name: Emerald                   |                                          | США                                                      |
| 1988      | Безликі                                | Faceless                             |                                          | Франція · Іспанія                                        |
| 1988      | А. Д. А. М.                            | A.D.A.M.                             | Тобіас Шмідт-Ебербах                     | Німеччина                                                |
| 1989      | Пуританка                              | La maison des fantasmes              | головна роль                             | Італія                                                   |
| 1990      | Хрещений батько 3                      | Godfather, The: Part III             | Фредерік Кейнсідж                        | США                                                      |
| 1992      | Людвіг 1881                            | Ludwig 1881                          | Людвіг II Баварський                     | Німеччина · Швейцарія                                    |
| 1997      | 120 днів Боттропа                      | Die 120 Tage von Bottrop             |                                          | Німеччина                                                |
| 1999      | Під пальмами                           | Unter den Palmen                     | Інгрід Нолль                             | Нідерланди · Німеччина                                   |
| 2008      | Дитинка                                | Honey Baby                           | Карл                                     | Фінляндія · Німеччина · Росія                            |
| 2008      | Візит старої дами                      | Der Besuch der alten Dame            | Олівер Маркс                             | Німеччина                                                |
| 2009      | Залізний хрест                         | Iron Cross                           | Шрагер/Фольгер                           | Велика Британія                                          |
| 2012      | Помста мандрівної блудниці             | Die Rache der Wanderhure             | граф Сокольни                            | Німеччина                                                |
| 2013      | Інстинкт гравця                        | Spieltrieb                           |                                          | Німеччина                                                |
| 2013      | Паганіні. Скрипаль диявола             | Der Teufelsgeiger                    | лорд Бургхерш                            | Німеччина · Австрія · Італія                             |
| 2014      | Святий Лоран. Страсті великого кутюр'є | Saint Laurent                        | Сен-Лоран у 1989 році                    | Франція · Бельгія                                        |

## Премії і нагороди
- У 1969 році Бергера було номіновано на «Золотий глобус» Golden Globe Award for New Star of the Year - Actor[en] як найкращого нового актора (номінація, що припинила існування 1983 року) за роль в Загибелі богів, а роль Людвіга принесла йому національну кінопремію Італії «Давид ді Донателло».

- У 2007 році Бергер був удостоєний спеціальної премії «Тедді» Берлінського кінофестивалю (премію присуджують за кінороботи, що торкаються проблем сексуальних меншин) за внесок у кінематограф.